# The Promise (album d'Earth, Wind and Fire)
Pour les articles homonymes, voir The Promise.
Albums de Earth, Wind & Fire
In the Name of Love
(1997) Illumination
(2005)
Singles
1. All in the Way
Sortie : mai 2003
2. Hold Me
Sortie : août 2003
3. Never
Sortie : décembre 2014
4. Why?
Sortie : mars 2015

The Promise est le dix-huitième album studio du groupe américain Earth, Wind and Fire, sorti le 20 mai 2003 chez Kalimba Music (en). 
L'album a notamment atteint la 19e place du classement américain Top R&B/Hip-Hop Albums et la 5e place du Top Independent Albums.

## Contenu et historique
The Promise est produit par Maurice White. Des artistes tels qu'Angie Stone, The Emotions, Gerald Albright et Paulinho Da Costa ont participé à l'enregistrement de cet album. La pochette de l'album a été dessinée par Morito Suzuki,.

## Liste des titres
| No  | Titre                                   | Auteur                                                                  | Durée |
| --- | --------------------------------------- | ----------------------------------------------------------------------- | ----- |
| 1.  | All in the Way (featuring The Emotions) | Wayne Vaughn, Wanda Vaughn, Maurice White                               | 4:28  |
| 2.  | Betcha'                                 | Preston Glass, Maurice White                                            | 3:43  |
| 3.  | Wiggle                                  | Preston Glass                                                           | 0:39  |
| 4.  | Why?                                    | Gregory Curtis, Maurice White                                           | 4:04  |
| 5.  | Wonderland (featuring Angie Stone)      | Chris Rodriguez, Tommy Sims                                             | 4:05  |
| 6.  | Where Do We Go from Here?               | Bill Meyers, Ross Vannelli                                              | 5:21  |
| 7.  | Freedom                                 | Maurice White                                                           | 0:42  |
| 8.  | Hold Me                                 | Tim Kelley, Bob Robinson                                                | 4:37  |
| 9.  | Never                                   | Gregory Curtis, Maurice White                                           | 5:08  |
| 10. | Prelude                                 |                                                                         | 0:40  |
| 11. | All About Love                          | Sheila Hutchinson, Wanda Vaughn, Wayne Vaughn                           | 4:24  |
| 12. | Suppose You Like Me                     | Scott Storch, Pino Palladino, James Poyser, Questlove, Sir James Bailey | 4:37  |
| 13. | The Promise                             | Raymond Crossley, Ralph Johnson, Maurice White                          | 0:27  |
| 14. | She Waits                               | Marc Harris, Tommy Sims                                                 | 5:09  |
| 15. | The Promise (Continued)                 | Maurice White, Ralph Johnson                                            | 0:51  |
| 16. | Let Me Love You                         | Gregory Curtis                                                          | 4:17  |
| 17. | Dirty                                   | Maurice White                                                           | 3:47  |

## Classements hebdomadaires
| Classement (2003)                   | Meilleure position |
| ----------------------------------- | ------------------ |
| États-Unis (Billboard 200)          | 89                 |
| États-Unis (Top R&B/Hip-Hop Albums) | 19                 |
| États-Unis (Independent Albums)     | 5                  |
| Japon (Oricon)                      | 115                |